# Едвард Керролл Стоун
Едвард Керролл Стоун (англ. Edward (Ed) Carroll Stone; 23 січня 1936, Носквілл, Айова, США — 9 червня 2024) — американський фізик, фахівець у галузі космонавтики. Співробітник Каліфорнійського технологічного інституту, іменним професором і (з 2004) віце-провостом якого був у 1991—2001 р., а також директором Лабораторії реактивного руху (JPL).
У Чиказькому університеті здобув ступінь магістра (1959) та доктора філософії з фізики (1964). Потім вступив до Калтех фелло-дослідником, з 1967 року його штатний співробітник (асистент-професор, з 1971 року асоційований, з 1976 року фул-професор, іменний (David Morrisroe Professor) з 1994 року). З 1972 року науковий співробітник програми НАСА «Вояджер», якою керує JPL, завдяки своїй діяльності, пов'язаної з цією програмою, отримав першу популярність. З 1991 року директор Лабораторії реактивного руху (JPL), пішов у відставку в квітні 2001 року. На середину 2010-х працює фул-тайм у Калтесі, де викладає і веде дослідження. Був директором W. M. Keck Foundation.

## Нагороди та визнання
- 1980: Премія пам'яті Ріхтмаєра
- 1984: член Національної академії наук США
- 1991: Національна наукова медаль США
- 1992: Магелланівська премія Американського філософського товариства
- 1994: член Американського філософського товариства[21]
- 1999: Премія й медаль імені Карла Сагана
- 2003: Премія фон Кармана[fr]
- член Американського фізичного товариства
- 2007: Philip J. Klass Award for Lifetime Achievement
- 2013: Медаль «За видатну службу» НАСА[en]
- 2013: IAF World Space Award[22]
- 2014: Премія пам'яті Говарда Г'юза[en]
- 2014: Премія за життєві досягнення, Американського космічного товариства[en][23]
- 2015: Alumni Medal Чиказького університету
- 2019: Премія Шао[24]